# Green Boots
Green Boots ("Botas Verdes") es el apodo dado al cadáver de Tsewang Paljor, alguacil indio miembro de una expedición de la Policía Fronteriza Indo-Tibetana que murió de frío junto a otras siete personas durante el desastre del Everest de 1996. El cuerpo momificado se encontraba situado en una cueva y todo aquel que quisiera hacer cima tenía que pasar a su lado, por lo que se convirtió en uno de los puntos de referencia de la principal ruta de ascenso de la arista Noreste del monte Everest. El término Green Boots tiene su origen en las botas de montaña color verde fosforito que el cuerpo aún conservaba. Todas las expediciones desde el lado norte solían encontrarse con el cuerpo, acurrucado en una cueva de piedra caliza a 8.500 metros, hasta que en mayo de 2014 desapareció misteriosamente. Se presumió que había sido sepultado por sherpas o por montañeros chinos, pero en 2017 fue redescubierto y enterrado definitivamente por un equipo encabezado por el director del 7 Summits Club, Alexander Abramov.
En 2006 otro escalador, David Sharp, murió de hipotermia en la llamada "cueva de Green Boots", durante un ascenso en solitario. Fue avistado aún con vida, sentado junto al cadáver de Green Boots, por otro grupo de escaladores, pero estos decidieron continuar con el ascenso en lugar de prestarle auxilio. El cadáver de Sharp fue retirado un año después; debido a los gastos, la dificultad y el peligro que representa mover un cadáver a tales altitudes, la remoción fue algo poco común.

## Origen

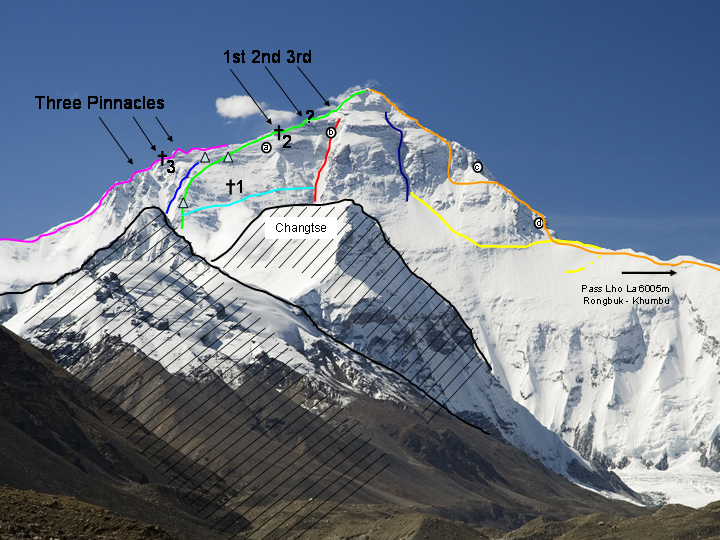
Ubicación de cuerpos en el Monte Everest.

Green Boots era el cadáver de uno de los tres escaladores indios que figuran entre las víctimas mortales del desastre del Everest de 1996, provocado por una fuerte ventisca. Esta tragedia, una de las tres peores de la historia del Everest, es bien conocida en los círculos de montañismo, ya que cobró las vidas de ocho personas, entre ellas cinco escaladores de Adventure Consultants y Mountain Madness. Menos conocidos son los tres miembros fallecidos de la expedición de la Policía Fronteriza Indo-Tibetana (PFIT) de la India. A esta expedición, dirigida por el comandante Mohinder Singh, se la acredita como el primer ascenso indio al Everest desde el lado Este. La opinión más aceptada es que Green Boots era el escalador indio Tsewang Paljor, quien llevaba botas Koflach de color verde fosforito el día en que él y otros dos miembros de su equipo lograron llegar a la cumbre, aunque también es posible que el cuerpo pueda ser el de Dorje Morup.

### Desastre de 1996
El 10 de mayo de 1996, el subedar Tsewang Samanla de 38 años, el cabo segundo Dorje Morup de 47 años y el jefe de condestables Tsewang Paljor de 28 años se vieron atrapados por una fuerte tormenta, muy cerca de la cumbre. Mientras otros tres miembros de la expedición dieron vuelta atrás, Samanla, Morup y Paljor decidieron hacer cumbre. Alrededor de las 3:45 p. m., los tres hombres llamaron por radio al líder de la expedición para informarle que habían conseguido hacer cumbre, una afirmación que posteriormente sería cuestionada por Jon Krakauer, que basándose en el análisis de una entrevista otorgada poco después a un equipo japonés, cree que pudieron haberse detenido a 150 metros (492 pies) cerca del punto más alto, confundidos quizás por la escasa visibilidad. Depositaron una ofrenda de banderines votivos, khatas y pitones de escalada. Ahí, Samanla decidió pasar más tiempo efectuando la ofrenda religiosa y les ordenó a los dos miembros restantes descender.
Después de eso, ya no hubo más comunicación por radio. En los campos inferiores, los angustiados compañeros del equipo vieron dos faros moviéndose lentamente por encima del Segundo Escalón — a 8570 metros (28 117 pies). Ninguno de los tres consiguió llegar a la altura del campamento a 8300 metros (27 231 pies).
Posteriormente, surgió controversia a raíz de que el equipo de escaladores japoneses de Fukuoka pudieran o no haber visto y potencialmente fallado en ayudar a los escaladores indios extraviados. El grupo había dejado el campamento a 8300 metros (27 231 pies) a las 6:15 a. m. (hora de Pekín), alcanzando la cumbre a las 3:07 p. m. En el camino, se encontraron a otras personas sobre el sendero. Sin tener conocimiento de los escaladores indios extraviados, creyeron que esas personas, todas ellas vistiendo gafas y máscaras de oxígeno debajo de sus capuchas, eran miembros de un equipo de escaladores de Taiwán. Durante el descenso, iniciado a las 3:30 p. m., reportaron ver un objeto sin identificar sobre el Segundo Escalón. Por debajo del Primer Escalón, se comunicaron por radio para informar haber visto a una persona en una cuerda fija. A partir de entonces, uno de los escaladores, Shigekawa, intercambió saludos con un hombre sin identificar que se encontraba cerca. En ese momento, sólo tenían suficiente oxígeno para volver al campamento VI.
A las 4:00 p. m., el equipo japonés se enteró, por un miembro de nacionalidad india dentro del mismo equipo, que tres hombres se encontraban extraviados. Por tanto, se ofrecieron a unirse al rescate, pero fueron rechazados. Obligados a esperar un día debido al mal clima, enviaron a un segundo equipo a la cumbre el día 13 de mayo. Cerca del Primer Escalón, vieron algunos cuerpos, pero continuaron su camino a la cima.
Inicialmente, hubo varios malentendidos y palabras muy duras con respecto a las acciones del equipo japonés, que fueron aclaradas más tarde. De acuerdo a Reuters, la expedición india afirmaba que los japoneses se habían comprometido a ayudar en la búsqueda, pero que en lugar de eso, habían seguido adelante en su intento de hacer cumbre. El equipo japonés negó haber abandonado o haberse negado a ayudar a los escaladores en agonía de camino a la cima, reclamación que fue aceptada por la Policía Fronteriza Indo-Tibetana. El capitán Kohli, un oficial de la Federación India de Montañismo, quien en un inicio había denunciado a los japoneses, se retractó de su afirmación de que los japoneses se hubieran comprometido con los indios el 10 de mayo.
Green Boots era uno de los casi 200 cadáveres que se encuentran desperdigados por el Everest. No se sabe cuándo se comenzó a utilizar el apodo Green Boots, pero con los años se convirtió en un término común, ya que todas las expediciones desde el lado norte se encontraban con el cuerpo a 8500 metros, al interior de una cueva de piedra caliza conocida como la "cueva de Green Boots". Esta cueva se encuentra por debajo de la primera etapa del camino.
El primer registro visual de Green Boots fue un video filmado el 21 de mayo de 2001 por el escalador francés Pierre Papparon. En el video, Green Boots se encuentra acostado sobre su lado derecho, de espaldas a la cumbre. Según Papparon, los sherpas le dijeron que era el cuerpo de un alpinista chino que había intentado el ascenso seis meses antes. En años posteriores, el cuerpo se podía ver recostado sobre su lado izquierdo, frente a la dirección de la cumbre.

## David Sharp
En mayo de 2006, el montañero británico David Sharp intentó por tercera vez escalar el Everest en solitario. Pobremente preparado para las duras condiciones climáticas, comenzó a padecer hipotermia, por lo que se refugió en la "cueva de Green Boots". Sharp permaneció toda la noche sentado, congelándose, junto al cadáver de Green Boots. Aunque fue visto cuando aún estaba con vida por al menos unos 40 escaladores, éstos no hicieron nada por ayudarle, pensando erróneamente que se trataba del propio Green Boots, o que ya estaba muerto o simplemente descansando. A la mañana siguiente, unos alpinistas se aproximaron para hablar con él, pero consideraron que era demasiado peligroso intentar un rescate, por lo que decidieron abandonarle a su suerte hasta su fallecimiento. El incidente provocó indignación en la opinión pública y los alpinistas fueron duramente criticados por, entre otros, Sir Edmund Hillary. El cadáver de Sharp estuvo un año junto a Green Boots, hasta que fue recuperado y sepultado.[cita requerida]